# Горденин (хутор)
Горде́нин - хутор Малининского сельсовета Хлевенского района Липецкой области. 

## Название
Название — по фамилии Гарденин.

## История
Упоминается как селение, входящее в приход церкви соседнего с. Вербилово.

## Население
По данным всероссийской переписи за 2010 год население хутора отсутствовало.